# Cryptanthus osiris
Cryptanthus osiris är en gräsväxtart som beskrevs av Wilhelm Weber. Cryptanthus osiris ingår i släktet Cryptanthus, och familjen Bromeliaceae. Inga underarter finns listade i Catalogue of Life.